# Mạc Ngôn
Mạc Ngôn (sinh ngày 17 tháng 2 năm 1955) là một nhà văn người Trung Quốc xuất thân từ nông dân. Ông đã từng được thế giới biết đến với tác phẩm Cao lương đỏ đã được đạo diễn nổi tiếng Trương Nghệ Mưu chuyển thể thành phim. Bộ phim đã được giải Gấu vàng tại Liên hoan phim quốc tế Berlin năm 1988.
Ngày 11 tháng 10 năm 2012, ông được trao giải Nobel Văn học năm 2012, là nhà văn đầu tiên mang quốc tịch Trung Quốc nhận được giải thưởng danh giá này.

## Tiểu sử
Mạc Ngôn (莫言; bính âm: Mò Yán) (nghĩa là không nói) tên thật là Quản Mô Nghiệp (管谟业), sinh tại huyện Cao Mật, tỉnh Sơn Đông, Trung Quốc.
Ông đã phải nghỉ học tiểu học giữa chừng do Cách mạng văn hoá và phải tham gia lao động nhiều năm ở nông thôn, chăn dê ngoài đồng, luôn bị đói khát và cô đơn. Ông nhập ngũ năm 1976. Đến năm 1984, ông trúng truyển vào khoa văn thuộc học viện nghệ thuật Quân Giải phóng và tốt nghiệp năm 1986. Tháng 10 năm 1987 ông chuyển ngành, sang hoạt động trên lĩnh vực báo chí và viết văn chuyên nghiệp. Năm 1981 ông bắt đầu công bố tác phẩm và đến nay, ông đã cho in 10 truyện dài, 20 truyện vừa, hơn 60 truyện ngắn và 5 tuyển tập những bài ký, phóng sự, tùy bút..., tổng cộng trên 200 tác phẩm. Hiện nay, ông là sáng tác viên bậc 1 của Cục chính trị - Bộ Tổng tham mưu Quân Giải phóng Nhân dân Trung Quốc.

## Tác phẩm chính
- Bước 13 (十三步) (1989)
- Báu vật của đời, nguyên tác: Phong nhũ phì đồn (丰乳肥臀), (1995)
- Dòng họ ăn cỏ (食草家族) (1995)
- Cao lương đỏ, nguyên tác: Hồng cao lương gia tộc (红高粱家族), (1998)
- Bức tường biết hát (会唱歌的墙) (1998)
- Đàn hương hình (檀香刑) (2001)
- Cây tỏi nổi giận (Bài ca củ tỏi Thiên Đường)
- Củ cải đỏ trong suốt (透明的红萝卜) (1986)
- Rừng xanh lá đỏ (Rừng vẹt)
- Tửu quốc (Rượu chảy như suối) (酒国) (1993)
- Châu chấu đỏ (红蝗) (1987)
- Tổ tiên có màng chân
- Bốn mươi mốt pháo (四十一炮) (2003)
- Trâu (牛) (2004)
- Mệt mỏi sống chết (生死疲劳) (2006)
- Ếch (蛙) (2009)
- Người kể chuyện (2012, diễn từ nhận giải Nobel)

## Khác
- Ma chiến hữu, nguyên tác: Chiến hữu trùng phùng (战友重逢), (2004), một tác phẩm đề cập đến lính Trung Quốc chết trong Chiến tranh biên giới Việt-Trung, 1979[2][3].

## Giải thưởng
- Giải nhất về tiểu thuyết của Hội Nhà văn Trung Quốc, tháng 12/1995 cho truyện "Báu vật của đời".
- Giải Mao Thuẫn cho tác phẩm Đàn hương hình
- Giải Nobel Văn học năm 2012.[4]